# 浜本徳子
浜本 徳子（はまもと のりこ、1983年4月24日 - ）は、元ミヤギテレビのアナウンサー。

## 来歴・人物
同期は武田玲子。日本舞踊が得意。
2012年9月限りでミヤギテレビを退社する事を自身が担当する『OH!バンデス』内で発表した。
同年10月以降は地元の東京に戻り、大手広告代理店で勤務している。

## ミヤギテレビ在籍時代の担当番組
- OH!バンデス：木・金曜MC（2010年1月 - 2012年9月）
  - 2009年12月まで木・金曜MCをしていた安斎摩紀に代わって担当（産休のため）。
  - くまもと県民テレビ（KKT）の『テレビタミン』と毎月一回、金曜日に中継を結ぶコーナー「宮城×熊本 バンミンShow!」では宮城側のリポーターを兼務していた。
- 月刊 元気一番"生"テレビ
- ミヤギテレビニュースD：ローカルお天気キャスター
- 24時間テレビ 「愛は地球を救う」：宮城会場メインMC